# Calling All Dawns
Calling All Dawns —  це музичний альбом, виданий Крістофером Тіном у 2009 році. Дванадцять пісень наспівані дванадцятьма мовами.
Життя. Смерть. Відродження — цикл життя, взаємозв'язок життя людини і суспільства. Ці теми підняті Крістофером Тіном в його дебютному альбомі «Calling All Dawns».
Альбом являє собою вокальний цикл безперервного руху: день, ніч і світанок (життя, смерть і відродження відповідно). Це взаємопов'язані мотиви альбому. Основна мелодія однієї пісні стає інструментальною інтерлюдією у наступній. Остання пісня плавно перетікає у першу, що відображає циклічний характер Всесвіту.
Дванадцять пісень, заспіваних дванадцятьма мовами — починаючи з суахілі та японської і закінчуючи івритом та маорі. Тексти пісень походять з різноманітних джерел: релігійних текстів Тори, Бгаґавад-ґіти, древньої перської та японської поезії, віршів сучасних письменників. Вокальне виконання включає африканську хорову музику, оперу, середньовічний спів, ірландський кінінг і багато іншого.
Відкриває альбом пісня Baba Yetu, знайома усім гравцям гри Civilization 4. Ця пісня, що завоювала численні нагороди («Отче Наш», наспівана мовою суахілі Хором Євангелія з Совето) встановлює початковий тон ідеально. Захоплююча гра на барабанах і музика у поєднанні з чудовим вокалом передають насолоду життям.
Друга пісня, Mado Kara Mieru (Дивлюся крізь вікно) також ніби змішана. Текст пісні адаптований з серії японських хайку про весну, літо, осінь, зиму, знову весну. Третя — китайська Dao Zai Fan Ye. (Шлях, що повертається), є також поемою про циклічний характер життя.
Четверта пісня — португальська Se É Pra Vir Que Venha (Щоб не мало статися, нехай станеться), з її гаслом «Я не боюся ані життя, ані його протилежності. Що б не мало прийти, нехай приходить». Остання пісня з циклу «День» є французька, Rassemblons-Nous (Об*єднуймося). Це ще одне запальне свято життя.
Цикл «Ніч» починається з Lux Aeterna (Вічне світло). Слова з заупокійної месі «Нехай засяє їм вічне світло, Господи, подаруй м вічний спокій.» Ця пісня, ще показує деякі мотиви з тріумфального циклу «Життя», але явно переходить до більш повільного, темнішого циклу. Сьома пісня Caoineadh (Плач) — ірландськаг сумна мелодія, що чудово вписується у альбом. Остання пісня з «Нічного» циклу — польський Hymn Trojce Swietej (Гімн Святій Трійці). Вона починається тихо і похмуро, але, як з часом з'являються «натяки» на світанок, коли приходить торжество світла над темними проявами смерті.
«Світанок» починається з івриту — Хайом Кадош (Сьогодні — святий день) з книги Неємії. «Не плачте, бо цей день священний». Це, безумовно, повернення до світла, до нового дня. Вона «перетікає» у перську Hamsáfár (Подорож разом). Музика святкування цього нового дня — це відродження, повернення до кола Всесвіту.
Санскрит Sukla-Krsne (Світло і Темрява) є передостаннім треком. Він характерно вписується у музичне ціле альбому. Останнім елементом є Kia Hora Te-Marino (Нехай поширюється мир) — традиційне благословення маорі. Вона ніби вбирає у себе потоки, які зтікалися у неї протягом усього циклу, й обгортає їх у фінал. Цикл завершено, новий день осінила яскраве сонце. Альбом закінчується першими нотами з Baba Yetu. Якщо слухати з повтором, то альбом плавно перетікає з кінця у початок.
(Текст взято з блогу sunnyb0y.livejournal.com за погодженням автора)

## Список треків
| #   | Назва                                                | Мова          | Тривалість |
| --- | ---------------------------------------------------- | ------------- | ---------- |
| 1.  | «Baba Yetu (feat. Soweto Gospel Choir)»              | Суахілі       |            |
| 2.  | «Mado Kara Mieru (feat. Lia, Aoi Tada, Kaori Omura)» | Японська      |            |
| 3.  | «Dao Zai Fan Ye (feat. Jia Ruhan)»                   | Китайська     |            |
| 4.  | «Se É Pra Vir Que Venha (feat. Dulce Pontes)»        | Португальська |            |
| 5.  | «Rassemblons-Nous»                                   | Французька    |            |
| 6.  | «Lux Aeterna»                                        | Латина        |            |
| 7.  | «Caoineadh (feat. Anonymous 4)»                      | Ірландська    |            |
| 8.  | «Hymn Do Trojcy Swietej (feat. Frederica von Stade)» | Польська      |            |
| 9.  | «Hayom Kadosh»                                       | Іврит         |            |
| 10. | «Hamsafar (feat. Sussan Deyhim)»                     | Фарсі         |            |
| 11. | «Sukla-Krsne»                                        | Санскрит      |            |
| 12. | «Kia Hora Te Marino»                                 | Маорі         |            |